# 亚洲博物馆
亚洲博物馆（Musée Asiatica）位于法国大西洋比利牛斯省比亚里茨，开放于1999年3月5日，是法国为数不多的省级亚洲文化博物馆之一；汇集展示了亚洲不同地区种类繁多的藏品，：雕塑、绘画、手工艺品、民间艺术，体现国家、地区、时代和艺术领域的多样性，并提供有关地区、时代和艺术作品的概况介绍。藏品尤其致力于佛教、印度教、耆那教和密宗的物品。
东方文化，特别是印度、中国、西藏和尼泊尔的文化，越来越受到欧洲人的关注。很少有人能花时间参观这些国家或少数有亚洲艺术收藏的博物馆，如巴黎吉美国立亚洲艺术博物馆、伦敦大英博物馆和维多利亚和阿尔伯特博物馆，或阿姆斯特丹和柏林的博物馆。

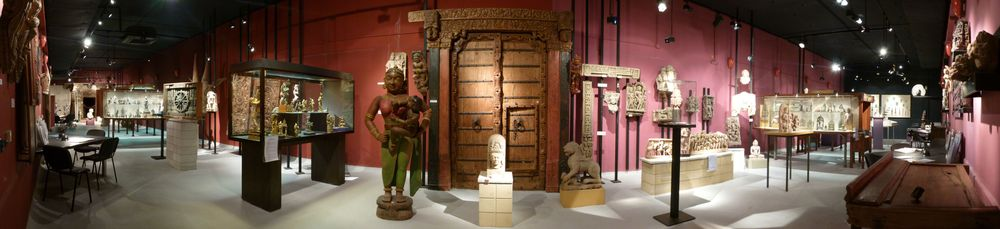
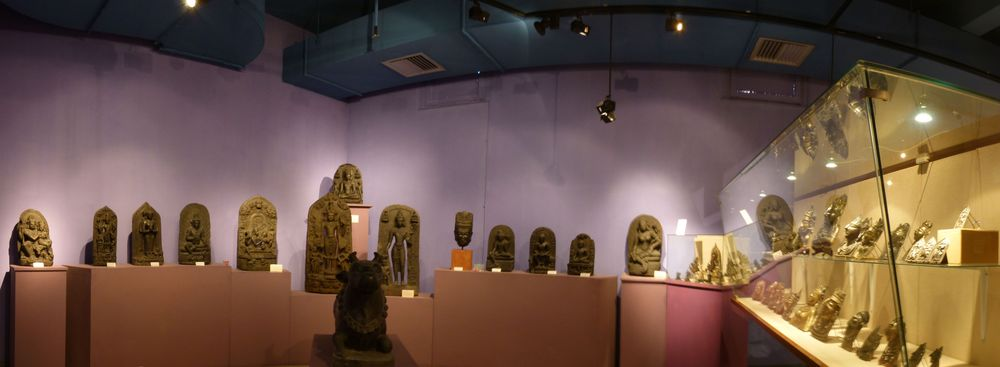
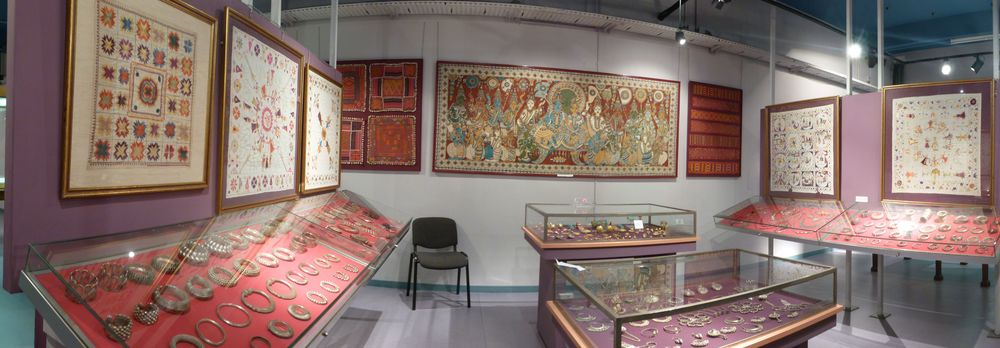
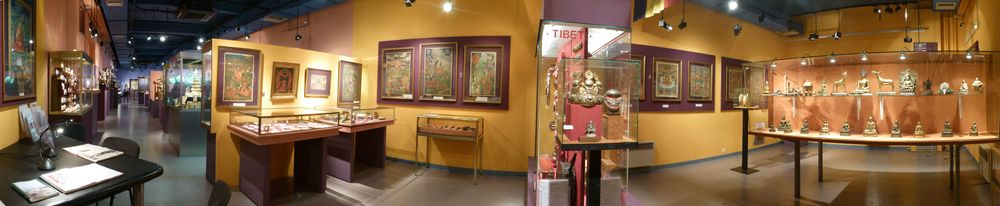
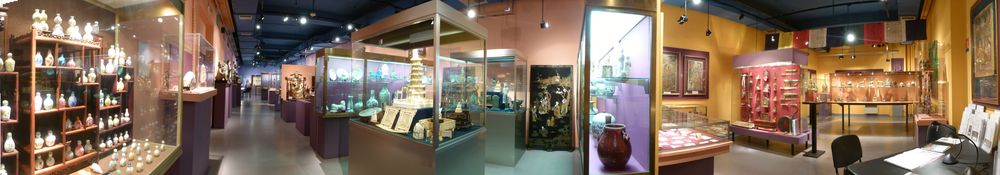
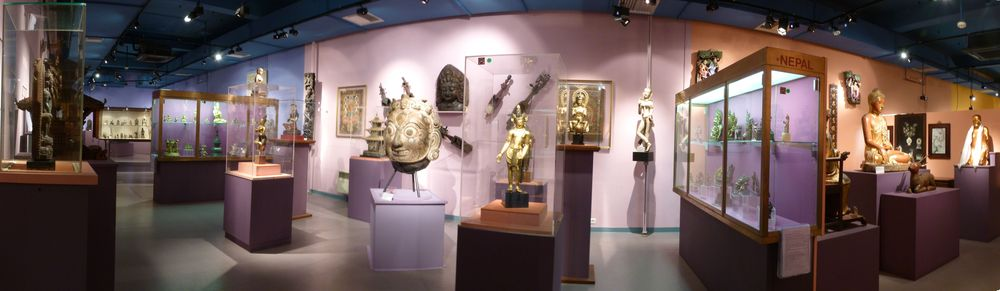